# Медицинский словарь
Медицинский словарь — сборник терминов используемых в медицине для объяснения их значения читателям с различной подготовкой и осведомлённостью.

## История
Первым медицинским словарём считается издание Synonyma Simonis Genuensis (с лат. — «Синонимы Симона Генуэзского») приписываемое врачу  Папы Николая IV, вышедшее в 1288 году, которое было впервые напечатано итальянским типографом Антонием Заротто в Милане в 1473 году.  К 15 веку этот  труд использовался наравне с трудами  Орибасиум, Исидором Севильи, Мондино деи Лиуцци, Серапион и Пьетро д'Абано. Тогда, как и сейчас, составители боролись с терминологией, использованной в различных переводах ранних греческих, латинских, еврейских и арабских произведений.  Более поздние работы Жака Деспара и Якопо Беренгарио да Карпи продолжали опираться по Synonyma.

## Примеры
- Большая медицинская энциклопедия
- Краткая медицинская энциклопедия
- Stedman's Medical Dictionary[англ.]
- Taber's Cyclopedic Medical Dictionary[англ.]

## Примеры словарей
Словари на русском языке:
- Большая Медицинская Энциклопедия: в 35 т./ 2-е изд. — М.: Советская энциклопедия, 1969—1978.
- Большая Медицинская Энциклопедия: в 30 т./ 3-е изд. под редакцией академика Б. В. Петровского. — М.: Советская энциклопедия, 1974—1989.

Словари на английском языке:
- Medical Dictionary - Merriam Webster
- Medical dictionaries at Curlie
- A List of online medical dictionaries at Healthplusplus.com
- Medical Terminology Database
- Dictionary of Medicines and Devices
- Medical Dictionary Database for the iPhone
- Medical Terminology Database iPhone  (англ.)

Словари на немецком языке:
- Deutsche Experteninformation Medizin
- Deutschsprachige Online-Enzyklopädie der Dermatologie, Venerologie, Allergologie und Umweltmedizin